# Nostorf
Nostorf es un municipio situado en el distrito de Ludwigslust-Parchim, en el estado federado de Mecklemburgo-Pomerania Occidental (Alemania). Tiene una población estimada, a fines de 2020, de 672 habitantes.
Forma parte de la colectividad de municipios (en alemán, amt) de Boizenburg-Land.
Está ubicado junto a la frontera con el estado de Schleswig-Holstein.